# 涅里衮
涅里衮（?—?），辽朝（契丹）政治人物，辽太宗时南府宰相。
天显三年（928年）二月己亥，惕隐涅里衮进献白狼。铁剌在定州击败後唐将领王晏球。唐兵聚集，铁剌请征兵。四月辛丑，辽太宗命惕隐涅里衮、都统查剌前去支援。天显九年（934年）二月辛巳，涅里衮计划南奔，事发，被辽太宗逮捕。另外，辽太祖的弟弟耶律寅底石的妻子也叫涅里衮。